# رابرت راشنبرگ
رابرت راشنبرگ (به انگلیسی: Robert Rauschenberg)(تولد:۲۲اکتبر ۱۹۲۵مرگ: ۱۲ می۲۰۰۸) نقاش و گرافیست آمریکایی که در جنبش‌های مقدماتی پاپ آرت (نئو دادا) فعالیت می‌کرد.
او به خاطر ترکیب‌ها و کولاژهایش در دههٔ ۵۰ معروف است. راشنبرگ در زمینه‌های مختلفی آثار هنری متعددی خلق کرده‌است اما شهرتش بیشتر به دلیل استفاده از مواد و اشیاء غیر سنتی و نارایج در ترکیب‌های خلاقانه‌است. او آثاری به وجود آورده که در مرز بین نقاشی و مجسمه قرار می‌گیرند، روشی که تا قبل از آن رایج نبود. راشنبرگ در سال ۱۹۹۳ جایزهٔ ملی هنر را از آن خود کرد. او که در نیویورک زندگی و کار می‌کرد، در ۸۳ سالگی، بر اثر ایست قلبی در فلوریدا در گذشت.

## زندگی
راشنبرگ در تگزاس به دنیا آمد. پدر او ارنست راشنبرگ از اجداد آلمانی و چروکی، و مادرش دورا کاریلینا از نژاد آنگولاساکسون‌ها بودند. والدین او هر از دو مسیحیان اصولگرا بودند.
راشنبرگ در سال ۱۹۵۰ با سوزان ویل ازدواج کرد و تنها فرزند آنها، کریستوفر، در ۱۹۵۱به دنیا آمد. اما این زوج در سال ۱۹۵۳ از یکدیگر جدا شدند. به گفتهٔ آهنگساز معروف، مورتون فلدمن، راشنبرگ روابط عاطفی و جنسی خود را با هنرمندانی همچون جسپر جانز وسای تومبلی، پس از جدایی از ویل آغاز کرد. اما در مقاله‌ای با نویسندگی جاناتان دی. کتز آورده شده که رابطهٔ راشنبرگ با تومبلی از زمان ازدواجش با ویل آغاز شده بود.
از پاییز ۱۹۵۲ تا بهار ۱۹۵۳ راشنبرگ همراه دوست و معشوقه‌اش سای تومبلی در اروپا و شمال آفریقا به گشت و گذار پرداختند. راشنبرگ در مراکش کولاژها و جعبه‌هایی از زباله ساخت. او آن‌ها را به ایتالیا برد و در گالری‌هایی در رم و فلورانس به نمایش گذاشت. البته او خود بسیاری از آن‌ها را از بین برد و به رودخانه پرتاب کرد.
راشنبرگ اولین نمایشگاه انفرادی خود را در سال ۱۹۵۱ در گالری "بتی پارسونز"۱۸ داشت و پس از آن دومین نمایشگاهش در سال ۱۹۵۴ در گالری"چارلز ایگان"۱۹ برگزار شد. همچنین در ۱۹۵۵ راشنبرگ یکی ار اولین و مشهورترین ترکیب‌های خود را تحت عنوان"رختخواب" در همان نمایشگاه به نمایش گذاشت. اولین مرور آثار او توسط موزهٔ یهودی‌ها در نیویورک سازمان داده شد. پس از آن "کلکسیون ملی هنرهای زیبا"(هم‌اکنون مورهٔ هنری اسمیتسون آمریکا) داوطلب ارائهٔ مرور آثار راشنبرگ برای دومین بار شد. همچنین یک مرور دیگر از آثار او در موزه ی" متروپلیتن"نیویورک صورت گرفت. (این مجموعه در موزه‌های هنرهای معاصر لس آنجلس، مجموعهٔ هنری جورج پامپیدو در پاریس، موزهٔ هنرهای معاصر استکهلم، موزهٔ پگی گوگنهایم در ونیز، موزهٔ گوگنهایم بیل بائو، نمایش داده شد)
راشنبرگ اولین هنرمند آمریکایی ای بود که جایزهٔ «گرند» بی‌ینال ونیز را از آن خود کرد. (پیش از آن جیمز ویستلر و مارک توبی جایزهٔ نقاشی این بی‌ینال را برده بودند)

## آموزش
راشنبرگ در مؤسسهٔ هنری کنسس و آکادمی جولین در پاریس به هنرآموزی مشغول شد، جایی که با سوزان ویل، همسر آینده‌اش آشنا شد. در سال ۱۹۴۸ آموزش رسمی‌اش را در «کالج بلک مَونتِن» [«کوه سیاه»] بپیوندد؛ مدرسه‌ای که یوزف آلبرس، هنرمند و نظریه‌پرداز رنگ و ماده و از مؤسسان باوهاوس، مدیر آن بود. در کنار حضور در کلاس‌های سخت‌گیرانهٔ آلبرز که روشنبرگ همیشه او را بزرگ‌ترین استادش خواند، جو پیش‌روی بلک مَونتن با هم‌کاری هنرمندهای تجربه‌گرایی چون «جان کِیج» ِ موسیقی‌دان و «مرس کانینگِم» ِ طراح رقص، که به دعوت آلبرز به حلقهٔ بلک مونتن پیوسته بودند، تأثیر ژرفی بر سرنوشت کار هنری و زندگی او گذاشت.
آلبرز به شاگردان خود اجازهٔ هیچ «آزمایش بی‌نتیجه» ای را نمی‌داد. راشنبرگ از آلبرز این گونه یاد می‌کند: «مهم‌ترین درسی که آلبرز به من داد این بود که دقیقاً عکس آن چیزی را که یادگرفته‌ای انجام بده!» راشنبرگ همچنین از ۱۹۴۹تا ۱۹۵۲ در دانشگاه هنر لیگ نیویورک درس خواند و در آنجا هم با تعدادی از افراد تأثیرگذار زندگی اش مثل ناکس مارتین وسای تومبلی آشنا شد.

## دستاوردهای هنری

دوچرخه‌سواری اثر راشنبرگ، برلین، آلمان

سبک هنری راشنبرگ در برخی موارد «نئو دادا» نامیده می‌شود، لقبی که در آن با جسپر جانز مشترک است. تلاش راشنبرگ در جهت «پر کردن فاصلهٔ بین هنر و زندگی» است. در این جهت او تفاوت بین اشیاء هنری و اشیاء روز مره را به سؤال می‌گیرد و این عملکرد او یادآور «چشمه» ی مارسل دوشان، پیشگام سبک دادائیست، است. هم‌زمان با او جانز با به تصویر کشیدن موضوع‌هایی چون اعداد، پرچم‌ها و، هدف‌های نشانه‌گیری و چیزهایی شبیه آن، بر نقش بیننده در به وجود آوردن معنا تأکید می‌کند، و این باز هم یادآور پیام دوشان است.
راشنبرگ نیز در سال ۱۹۶۱ به گونه‌ای دیگر در این جهت قدم برداشت. او در این سال به شرکت در یک نمایشگاه دعوت شد که قرار بود هنرمندان پرتره‌ای از صاحب گالری به تصویر بکشند. اهدای راشنبرگ به این نمایشگاه این تلگرام بود: «این پرترهٔ ایریس کلرت (صاحب گالری و نمایشگاه) است، اگر من می‌گویم.» او با این اقدام خود به دنبال مخالفت با نقش آفریننده در ایجاد معنای هنر بود.
از دیگر آثار مشهور او که در این سال‌ها خلق شد، اثر «طراحی پاک شدهٔ دکونینگ» است. او در سال ۱۹۵۳ با پاک کردن یکی از طراحی‌های دکونینگ به دنبال ارائهٔ یک بیانیهٔ هنری بود. در سال ۱۹۶۲ تحولی در آثار راشنبرگ رخ داد و آن استفاده از «عکس‌های یافته» شده در کنار «شی یافته» در آثارش بود. او با استفاده از سیلک اسکرین این عکس‌ها را روی بوم انتقال می‌داد. سیلک اسکرین، ابزاری که تا پیش از این فقط برای تبلیغات به کار می‌رفت، به راشنبرگ این امکان را می‌داد که باز تولیدی چندگانه و چند باره از عکس‌ها داشته باشد. این ویژگی بعدها به وفور در کارهای اندی وارهول دیده شد و از این بابت راشنبرگ و در کنار او جانز را پیشگامان هنر پاپ آمریکا می‌دانیم.
در ۱۹۶۶ بیلی کلودر و راشنبرگ با همکاری هم مؤسسهٔ «آزمایش در هنر و تکنولوژی»(E.A.T) را به‌طور رسمی افتتاح کردند که شرکتی بدون منفعت برای اشاعهٔ همکاری بین هنرمندان و مهندسان بود. در ۱۹۶۹ ناسا راشنبرگ را دعوت کرد تا شاهد پرتاب و روانهٔ آپولو ۱۱ به فضا باشد. در واکنش به این واقعهٔ برجسته او سری آثار «ماه سنگی» را با تکنیک چاپ سنگی به وجود آورد. او در این سری عکسها، جدول‌ها و نمودارهایی از آرشیو ناسا را با عکسهایی از رسانه‌های دیگر تلفیق کرد.
او خانه و کارگاهش در کپتیوا، فلوریدا، را بارها موضوع کار خود قرار داد. برای اولین بار با الهام از این موضوع در سال ۱۹۷۰ یک چاپ ۱۶٫۵ متری سیلک اسکرین که "امروزی ها۱ "نام داشت را اجرا کرد که در آن از روزنامه‌های دو ماه اول سال بهره گرفت. در ادامهٔ این پروژه سری "مقواها"۲ (۱۹۷۰–۷۱) و "مصری‌های اولیه"۳ (۱۹۷۳–۱۹۷۴) راخلق کرد. پس از آن او گروهی از نقش برجسته‌ها و مجسمه‌هایی را به وجود آورد که در ساخت آن‌ها جعبه‌های استفاده شده به کار برده بود.
او همچنین تجربه‌هایی در زمینهٔ چاپ روی بافت‌ها و تکنیک انتقال حلال‌ها داشت که نتیجهٔ آن را در مجموعه‌ها ی "برفک و کپک"۴(۱۹۷۴–۷۶) و "گسترش ها"۵ (۱۹۷۵–۸۲) می‌بینیم. از تجربیات دیگر او در این سال‌ها چاپ‌های سیلک اسکرین رنگینی بودند که در کارهای دیواری و زمینی به کارگرفته شدند، (مجموعه ی"جمرز"۶(۱۶۷۵–۷۶)). پس از آن از سال۱۹۸۸تا ۱۹۹۵ او در پروژهٔ "بوربن شهری"۷ بر روی شیوه‌های مختلف انتقال عکس، بر روی گستره‌ای از فلزهای براق مانند استیل و آلومینیوم کار کرد. به علاوه در سال‌های دههٔ ۹۰ به استفاده کردن از مواد جدید ادامه داد، در حالی که هم‌زمان با تکنیک‌های ابتدایی همچون فرسک مرطوب، در سری "عقب نشینی آرکادی"۸یا انتقال عکس با دست مثل سری"آناگرام"۹ کار می‌کرد، از آخرین تکنولوژی‌های خلاقه همچون چاپ‌های رنگین دیجیتال و رنگ‌های گیاهی تجزیه‌پذیر هم استفاده می‌کرد، که مورد آخر گواه مسئولیت و دل مشغولی او نسبت به طبیعت است.

## نقاشی‌های سفید، سیاه و قرمز
در سال ۱۹۵۳ راشنبرگ "نقاشی‌های سفید"ش را با توجه به سنت نقاشی‌های تک رنگ به وجود آورد. او در این سری هدف "کاهش نقاشی به عناصر ضروری طبیعت"را دنبال می‌کرد و در نتیجه بیننده با دیدن این آثار به طرف تجربهٔ "عناصر خالص"راهنمایی می‌شد. این سری آثار او در اکتبر ۱۹۵۳ در گالری" استیبل"۱۰ به نمایش گذاشته شدند. این نقاشی‌ها ممکن است در نگاه اول همچون یک بوم سفید، کاملاً خالی به نظر برسند، اما به پیشنهاد یک مفسر بهتر است این گونه به آن‌ها نگاه کنیم:"به جای فکر کردن به آن‌ها به عنوان نوعی کاهش مخرب، این بیشتر خلاقانه‌است که آن‌ها را همچون آن چیزی که جان کیج توصیف می‌کند ببینیم:"صفحه‌هایی بسیار حساس، همچون فرودگاه‌هایی از نورها، سایه‌ها و ذره‌ها. کوچک‌ترین تغییر در نور و فضای اطراف آنها، می‌تواند در سطحشان ثبت شود."
خود راشنبرگ در توصیف این آثار می‌گوید:"این آثار از محیط اطرافشان تأثیر می‌پذیرند، مثلاً شما با دیدن این آثارو انعکاس تصویر اتاق در آن‌ها می‌توانید بگویید چه تعداد افراد در اتاق هستند!" نقاشی‌های سیاه راشنبرگ همانند نقاشی‌های سفیدش در همان سال به صورت تک رنگ روی قاب‌های چندگانه انجام شده‌اند. اما او در این سری تکه‌های روزنامه را هم در آثارش جا داده بود.
در سال‌های ۱۹۵۳و ۱۹۵۴ او از نقاشی‌های تک رنگ سیاه و سفید، به نقاشی‌های تک رنگ قرمز تغییر سلیقه داد. این مجموعه با طیف وسیعی از رنگ‌های قرمز به وجود آمده بود، همچنین مواد دیگری مثل میخ، چوب، روزنامه به آن‌ها اضافه شده بود که مجموعهٔ این‌ها با هم سطح پیچیده‌ای را به وجود آورده بودند که به عنوان مقدمهٔ ترکیب‌های مشهور راشنبرگ شناخته می‌شوند.

## سیلک‌اسکرین‌ها
درحالی‌که در ابتدای دههٔ شصت هنرمندهای دیگری چون وارهُل و «رُی لیکتن‌استین» نیز از این تصویرهای یافته در رسانه‌های انبوه در کارشان استفاده می‌کردند، او دامنهٔ کار خود را با سوژه‌هایی چون سیاست، علم، و ورزش گسترده‌تر کرد. روشنبرگ که همیشه شیفتهٔ «جان. اِف. کِندی» بود و او را حمایت و دنبال می‌کرد، در ۱۹۶۳ در یک مجموعه از سیلک‌اسکرین‌هایش، تصویر تلویزیونی ثابت‌شده‌ای از کندی را که از فیلم مناظرهٔ دوم او با «ریچرد نیکسن» گرفته بود، چند هفته پیش از ترورش به‌کار برد. هراس همیشگی او از تکرار خود سبب شد تا هنگامی‌که در ۱۹۶۴ برای یکی از کارهای همین مجموعه به‌نام «بازگشتن به گذشته (شمارهٔ یک)» به‌عنوان نخستین هنرمند آمریکایی، جایزهٔ دوسالانهٔ ونیز را برنده شد، با دستیارش تماس گرفت و از او خواست تا تمام سیلک‌اسکرین‌های دیگر باقی‌مانده را نابود کند.
کلاژ برای او شیوهٔ دیگری برای فراهم‌آوردن داده‌ها به‌صورتی غیرشخصی و واقعی بود؛ «من با تلویزیون و مجله‌ها بمباران شدم؛ با امتنا و افراط جهان. فکر کردم اگر می‌خواهم کاری صادقانه را نقاشی کنم یا بسازم، باید همهٔ این عنصرها را با هم پیوند دهم». بنابراین، تصویری از یک مجله، سوژهٔ کار او نیست، بلکه خود آن مجله است که در جهان خارج واقعیت دارد.

## ترکیب‌ها
راشنبرگ زباله‌ها و شیءهای یافته شده در خیابان‌های نیویورک را که توجه او را به خود جلب می‌کردند، انتخاب می‌کرد و به استودیو خود می‌برد، جایی که او آن‌ها را به آثار هنری کاملی تبدیل می‌کرد. او ادعا می‌کرد: «می‌خواهم چیزی فرای آنچه کاملاً توسط خودم به وجود می‌آید، خلق کنم. می‌خواهم از اعجاب‌انگیزی و بخشندگی اشیاء یافت شده در آثارم استفاده کنم، حتی اگر این اشیاء از همان ابتدا شگفتی ساز نبودند، من با به وجود آوردن تغییراتی آن‌ها را خارق‌العاده می‌سازم؛ بنابراین اشیاء به مرور زمان تغییر می‌کنند و به یک چیز جدید تبدیل می‌شوند.» این جمله‌ای است که مقصود نهایی هنرمند را تعریف می‌کند. به نظر می‌رسد این توضیح او در صدد کم کردن فاصلهٔ هنر و زندگی است!
ما آن سری از آثار راشنبرگ را تحت عنوان "ترکیب‌هاً می‌شناسیم که در فاصلهٔ سال‌های ۱۹۵۴ تا ۱۹۶۲ خلق شده‌اند. این آثار او مرز مشخص بین نقاشی و مجسمه‌سازی را فرو می‌ریزند و هر دو در کنار هم در یک اثر هنری واحد خود را نشان می‌دهند. او در این آثار به کولاژ روزنامه و عکس با عناصر دیگری از اشیاء روزمره همچون لباس، آشغال‌های شهری، حیوانات تاکسیدرمی شده و چیزهایی مثل آن‌ها می‌پردازد، همانند آنچه در اثر "مونوگرام"۱۱دیده می‌شود.
آثار هنری‌ای که به عنوان نقطهٔ گذار آواز نقاشی‌ها به ترکیب‌هایش محسوب می‌شوند، "چارلن"۱۲ و"مجموعه"۱۳ نام دارند. در این آثار که از اولین ترکیب‌هایش بودند، استفاده از کولاژ و عناصری مانند شال، کمیک استریپ و عناصر معماری مثل تکه‌های گچ بری دیده می‌شود. نمونهٔ دیگری از این ترکیب‌ها اثر "رختخواب"۱۴ است که در این اثر، مقداری رنگ قرمز را روی لحاف چکانده شده بود. رختخواب، در دیدگاه برخی از منتقدان، به عنوان سمبلی از خشونت و تجاوز تلقی شد.
واکنش منتقدان به این آثار در ابتدا این بود که آن‌ها را به عنوان نوعی هنر رسمی تلقی کنند که در ان شکل‌ها، رنگ‌ها، بافت‌ها و ترکیب بندی‌ها اهمیت داشتند، اما از دههٔ ۶۰ به بعد دیدگاه منتقدان نسبت به این آثار رفته رفته تغییر کرد و این آثار را به عنوان «پیام‌های رمزگذاری شدهٔ سختی برای شناختن» معرفی کردند. چرا که راشنبرگ برای خلق این آثارش از هیچ دستور مشخصی تبعیت نکرد.

## اجراها و رقص‌ها
از اوائل ۱۹۵۰ تا ۲۰۰۷ راشنبرگ شروع به طراحی‌هایی برای لباس‌ها و مجموعه‌های رقص کرد. او علاوه بر انجام کارهای مستقل با رقاصان و هنرمندان معروفی همچون مرس کانینگهام، پائل تیلورو تریشا براون هم همکاری کرد. در دههٔ ۶۰ راشنبرگ تجربیاتی در زمینهٔ رقص-تئاترهای رادیکال داشت. در سال ۱۹۷۷ ارتباط و همکاری منسجم راشنبرگ، کانینگهام و کیج برای اولین بار برقرار شد و این هنگامی بود که راشنبرگ برای اجرای "تراولگو"۱۵ شرکت کانینگهام لباس رقص طراحی کرد.

## سفارش‌ها
راشنبرگ در سال ۱۹۶۵ یک سفارش تصویرسازی از مجلهٔ لایف داشت که در آن از او خواسته شده بود که یک «دوزخ مدرن» را به تصویر بکشد. او با گرفتن این سفارش حتی لحظه‌ای به خود تردید راه نداد که فرصت مناسبی یافته که خشم و غضب خود را از جنگ ویتنام بروز دهد و در این سری از تصویرسازی‌های خود محدودهٔ وسیعی از وحشت را، همچون خشونت‌های قومی، نئونازیسم، ترورهای سیاسی و فجایع روان‌شناسی، بازتاب داد.
پس ازآن در سال ۱۹۸۳ او با طراحی ای که برای آلبوم "حرف زدن با زبان"۱۶ گروه تاکینگ هدز انجام داد، موفق به کسب جایزهٔ گرمی شد. سفارش بعدی او در سال ۱۹۸۶ از شرکت اتومبیل ب ام و بود. در این سفارش از او خواسته شده بود در ادامهٔ ۶ کار قبلی، تصویر بزرگ و کاملی از مدل ۶۳۵سی. اس. آی به تصویر بکشد. راشنبرگ در سال ۱۹۸۸سفارش دیگری از واتیکان گرفت که البته بعدها خود منصرف شده و سفارش را باز پس گرفتند. آنچه در این سفارش از راشنبرگ خواسته شده بود، این بود که اثری بر اساس آپوکالیپس برای به یاد آوردن کشیش مشهور "پیواف پی یت رلسینا"۱۷خلق کند. این کشیش کسی بود که به خاطر داشتن نشانه‌های مقدس و هاله‌های نور اطرافش مورد احترام قرار می‌گرفت.

## میراث
راشنبرگ در سال ۱۹۸۴ طرحی تحت عنوان «مبادلات فرهنگی فراسوی دریاهای راشنبرگ» را به ملل متحد معرفی کرد که در این طرح خود قصد داشت برای تشویق صلح و دانش جهانی به ده کشور سفر کند (مکزیک، شیلی، ونزوئلا، بیجینگ، تبت، ژاپن، کوبا، روسیه، برلین، مالزی) و در هر کشور یکی از آثار هنری خود را که با تأثیر از فرهنگ همان کشور خلق شده بود، در آنجا به یادگار بگذارد. این ماجراجویی او که توسط نشنال گالری حمایت می‌شد، به هفت سال زمان احتیاج داشت تا به اوج برسد. نتیجهٔ این ماجراجویی در سال ۱۹۹۱ در واشینگتن در منظر عمومی قرار گرفت.
در سال۱۹۹۰ راشنبرگ مؤسسهٔ خیریهٔ رابرت راشنبرگ را به وجود آورد. او با تأسیس این مؤسسه، هدف گسترش آگاهی و توجه به مسائلی که فکر خود او را به خود مشغول کرده بودند، مثل صلح جهانی، محیط زیست و مسئلهٔ انسانیت را دنبال می‌کرد. او همچنین این طرح را به اجرا گذاشت که به هنرمندان تصویری‌ای که احتیاجات مالی دارند، جوایز ۱۰۰۰ دلاری اهدا شود. این مؤسسهٔ خیریه امروزه بسیاری از کارهای راشنبرگ را در اختیار دارد. در سال ۲۰۱۱ این مؤسسه با همکاری گالری "گاگسین۲۰” مجموعه‌ای از آثار خصوصی راشنبرگ که تا به حال در معرض دید عموم نبوده‌اند، را به نمایش گذاشتند. سود مالی ناشی از این مجموعه را صرف اقدامات بشردوستانه کردند.

## بازاریابی هنر
در سال ۲۰۰۹ گالری گاگسین برای به نمایش گذاشتن آثار راشنبرگ انتخاب شد. (در ۱۵ سال گذشته کارهای او توسط گالری پیس۲۱ اداره می‌شدند) در سال ۲۰۱۰ اثر"نقاشی استودیوای " ۲۲، یکی از ترکیب‌های معروف راشنبرگ، با قیمت اصلی ۹ میلیون، از مجموعهٔ "مایکل کریچتن"۲۳ به قیمت ۱۱ میلیون دلار در حراج کریستی نیویورک به فروش رفت.